# クロゾン小郡

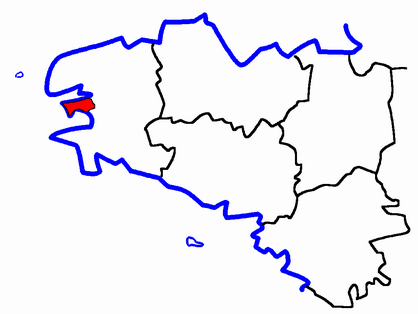
県内のクロゾン小郡の位置

クロゾン小郡 （Canton de Crozon）は、フランス、ブルターニュ地域圏、フィニステール県の小郡。

## コミューン
- アルゴール
- カマレ＝シュル＝メール
- クロゾン
- ランデヴェネック
- ランヴェオック
- ロスカンヴェル
- テルグリュック＝シュル＝メール